# 37 Combat Engineer Regiment
 (décembre 2024).
Si vous disposez d'ouvrages ou d'articles de référence ou si vous connaissez des sites web de qualité traitant du thème abordé ici, merci de compléter l'article en donnant les références utiles à sa vérifiabilité et en les liant à la section « Notes et références ».
Le 37 Combat Engineer Regiment, abrégé en 37 CER, est un régiment de génie de combat de la Première réserve de l'Armée canadienne. Il fait partie du 37e Groupe-brigade du Canada au sein de la 5e Division du Canada. Son quartier général se situe à Saint-Jean à Terre-Neuve-et-Labrador. Le régiment comprend deux escadrons.